# 2010-es francia labdarúgó-ligakupa-döntő
A 2010-es Coupe de la Ligue-döntő a 16. döntője volt a Coupe de la Ligue-nek, a Ligue de Football Professionnel 46 csapatának kiírt franciaországi labdarúgó-sorozatnak.

## A mérkőzés adatai
| 2010. március 27. 20:50 CET |

| Marseille                                   | 3 – 1       | Bordeaux |
| ------------------------------------------- | ----------- | -------- |
| Diawara 61' Valbuena 67' Chalmé 77' (öngól) | Jegyzőkönyv | 83' Sané |

| Stade de France, Saint-Denis Nézőszám: 79,000 Játékvezető: Stéphane Lannoy |

| Marseille | Bordeaux |

| MARSEILLE:       |    |                    |     |     |
|                  |    |                    |     |     |
| GK               | 30 | Steve Mandanda     |     |     |
| RB               | 24 | Laurent Bonnart    |     |     |
| CB               | 21 | Souleymane Diawara |     |     |
| CB               | 17 | Stéphane Mbia      |     |     |
| LB               | 3  | Taye Taiwo         |     |     |
| DM               | 6  | Édouard Cissé      |     |     |
| CM               | 12 | Charles Kaboré     |     |     |
| CM               | 8  | Lucho González     |     | 74' |
| RW               | 11 | Mamadou Niang      |     | 51' |
| LW               | 10 | Hatem Ben Arfa     |     | 86' |
| FW               | 9  | Brandão            | 18' |     |
| Kispad:          |    |                    |     |     |
| GK               | 40 | Elinton Andrade    |     |     |
| DF               | 19 | Gabriel Heinze     |     | 86' |
| DF               | 5  | Hilton             |     |     |
| MF               | 18 | Fabrice Abriel     |     | 74' |
| MF               | 14 | Bakari Koné        |     |     |
| MF               | 28 | Mathieu Valbuena   |     | 51' |
| FW               | 23 | Fernando Morientes |     |     |
| Vezetőedző:      |    |                    |     |     |
| Didier Deschamps |    |                    |     |     |

| BORDEAUX:     |    |                    |     |     |
|               |    |                    |     |     |
| GK            | 16 | Ulrich Ramé        |     |     |
| RB            | 21 | Mathieu Chalmé     |     |     |
| CB            | 25 | Ludovic Sané       | 11' |     |
| CB            | 2  | Michaël Ciani      |     |     |
| LB            | 28 | Benoît Trémoulinas | 48' |     |
| DM            | 4  | Alou Diarra        | 16' |     |
| CM            | 5  | Fernando           |     | 67' |
| RM            | 18 | Jaroslav Plašil    |     |     |
| LM            | 17 | Wendel             |     |     |
| AM            | 8  | Yoann Gourcuff     |     | 70' |
| FW            | 29 | Marouane Chamakh   |     | 70' |
| Kispad:       |    |                    |     |     |
| GK            | 1  | Cédric Carrasso    |     |     |
| DF            | 6  | Franck Jurietti    |     |     |
| DF            | 3  | Henrique           |     |     |
| MF            | 7  | Yoan Gouffran      |     | 70' |
| FW            | 11 | David Bellion      |     |     |
| FW            | 10 | Jussiê             |     | 67' |
| FW            | 9  | Fernando Cavenaghi |     | 70' |
| Vezetőedző:   |    |                    |     |     |
| Laurent Blanc |    |                    |     |     |

| JÁTÉKVEZETŐK - Asszisztensek: - Eric Dansault - Laurent Ugo - Negyedik számú játékvezető: Philippe Kalt | SZABÁLYOK - 90 perc rendes játékidő - 30 perc hosszabbítás, ha szükséges - Büntetőpárbaj, ha még mindig szükséges - Hét csere nevezhető - Legfeljebb hármat lehet cserélni |